# Patriot (California's Great America)
Pour les articles homonymes, voir Patriot.
Patriot est un parcours de montagnes russes sans sol situé dans le parc California's Great America, à San José, dans la banlieue de Santa Clara, en Californie, aux États-Unis. Ouvert depuis le 9 mars 1991 sous le nom Vortex, ce sont les deuxièmes montagnes russes construites par Bolliger & Mabillard. 
L'attraction a fermé le 5 septembre 2016 et a rouvert le 1er avril 2017 sous le nom Patriot,,. À cette occasion, les montagnes russes en position verticale ont été converties en montagnes russes sans sol grâce au changement de trains. 

## Parcours
Après le lift hill, le train fait la première descente, qui tourne vers la gauche et va dans le looping vertical, puis fait un virage vers la gauche. Ensuite, le train fait un autre virage vers la gauche à travers le looping. Après un virage à droite, il y a le tire-bouchon et un dernier virage à gauche avant les freins finaux et la gare.

## Trains
Patriot a 2 trains de 7 wagons. Les passagers sont placés à 4 par rang pour un total de 28 passagers par train.